# Piper llatanum
Piper llatanum är en pepparväxtart som beskrevs av William Trelease. Piper llatanum ingår i släktet Piper och familjen pepparväxter. Inga underarter finns listade i Catalogue of Life.